# 博霍杜希夫區

博霍杜希夫區在哈爾科夫州的位置

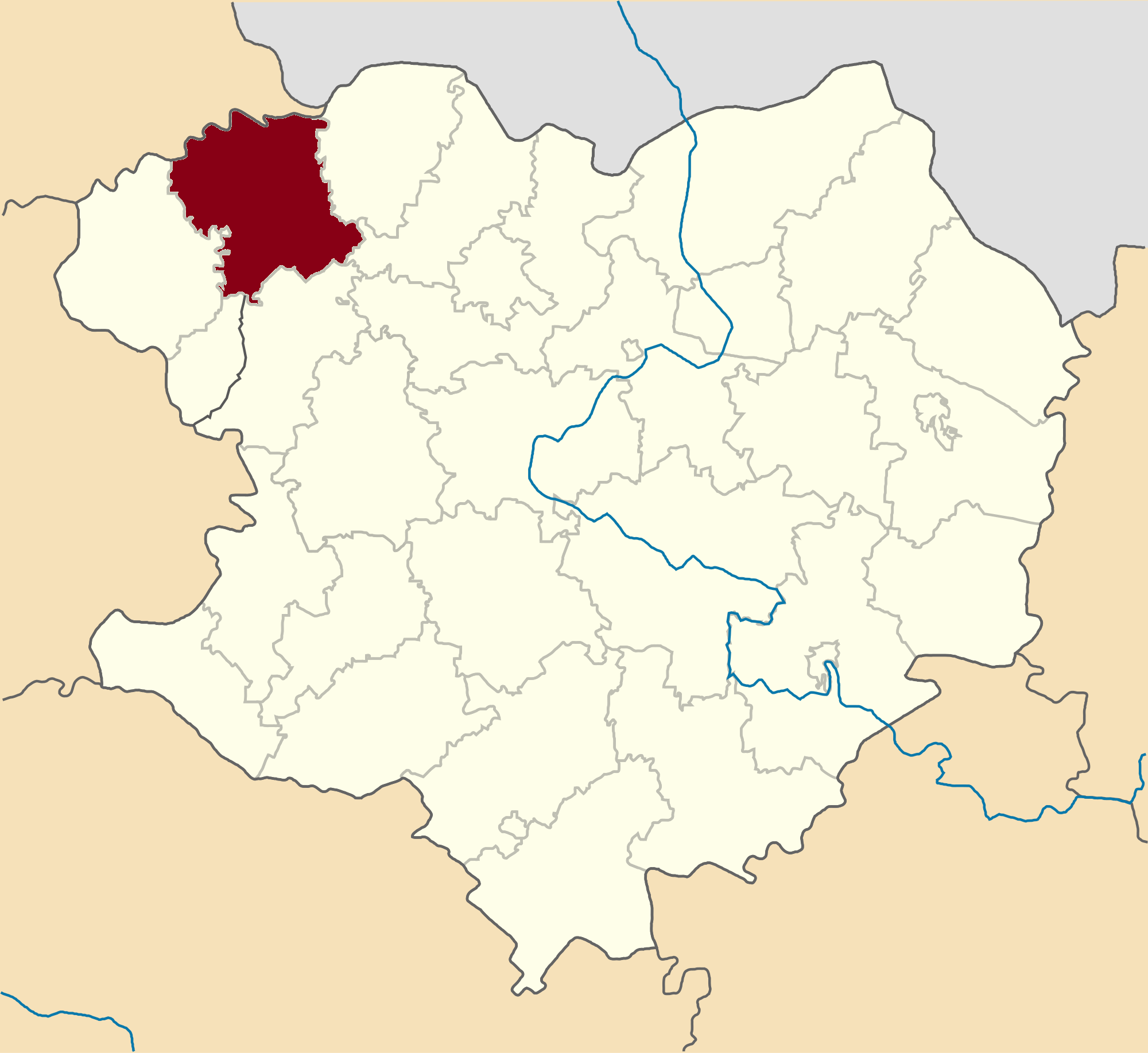
改革前博霍杜希夫區在哈爾科夫州的位置

博霍杜希夫區（烏克蘭語：Богодухівський район），或按俄语译作博戈杜霍夫区（俄语：Богодухов район），是烏克蘭東部哈爾科夫州的一個区，区府为博霍杜希夫，2021年人口数量为124,936人。
2020年7月18日乌克兰施行了行政区划改革，哈爾科夫州的区份数量减至7个，博霍杜希夫區的面积显著扩大。改革前博霍杜希夫區的面積为1,160平方公里，2020年人口数量为37,563人。

## 行政區劃
博霍杜希夫區下分為5個市鎮：
- 博霍杜希夫市鎮（烏克蘭語：Богодухівська міська громада） (市級，行政中心：博霍杜希夫)
- 瓦爾基市鎮（烏克蘭語：Валківська міська громада） (市級，行政中心：瓦爾基)
- 佐洛奇夫市鎮（烏克蘭語：Золочівська селищна громада） (鎮級，行政中心：佐洛奇夫)
- 科洛馬克市鎮（烏克蘭語：Коломацька селищна громада） (鎮級，行政中心：科洛馬克)
- 克拉斯諾庫茨克市鎮（烏克蘭語：Краснокутська селищна громада） (鎮級，行政中心：克拉斯諾庫茨克)